# Mesenopsis albivitta
Mesenopsis albivitta is een vlindersoort uit de familie van de prachtvlinders (Riodinidae), onderfamilie Riodininae.
Mesenopsis albivitta werd in 1904 beschreven door Lathy.